# Minimizacija v dani smeri
Minimizacija v dani smeri je eden od dveh osnovnih pristopov k iskanju lokalnih rešitev optimizacijskih problemov (alternativen pristop je metoda omejenega koraka).

## Algoritem
Pri iskanju lokalnega  minimiuma {\displaystyle \mathbf {x} ^{*}}  namenske funkcije {\displaystyle f:\mathbb {R} ^{n}\to \mathbb {R} } je splošni postopek (prototipni algoritem) naslednji:
i) Postavi števec iteracij {\displaystyle k=0} in izberi začetni približek za minimum {\displaystyle \mathbf {x} _{0}}.
ii) Izračunaj  padajočo smer {\displaystyle \mathbf {p} _{k}}.
iii) Izberi {\displaystyle \alpha _{k}}, ki približno minimizira {\displaystyle \phi (\alpha )=f(\mathbf {x} _{k}+\alpha \mathbf {p} _{k})} po {\displaystyle \alpha \in \mathbb {R} }.
iv) Postavi {\displaystyle \mathbf {x} _{k+1}=\mathbf {x} _{k}+\alpha _{k}\mathbf {p} _{k}}, {\displaystyle k\to k+1}.
Če je {\displaystyle \|\nabla f(\mathbf {x} _{k})\|\leq tol}, končaj.
Drugače pojdi na ii).
V koraku iii) lahko natančno (v okviru zahtevane natančnosti za minimizacijo v dani smeri) minimiziramo {\displaystyle \phi (\alpha )}, pri čemer približno velja {\displaystyle \phi '(\alpha _{k})=0}. Pri drugem pristopu, ki se pogosteje uporablja v sodobnih postopkih, zahtevamo le zadostno zmanjšanje namenske funkcije glede na določen kriterij. Kriterij mora biti takšen, da je zagotovljena konvergenca algoritma k lokalni rešitvi. Premer ustrezno postavljenega kriterija so Wolfejevi pogoji.